# Stemodia tenuifolia
Stemodia tenuifolia är en grobladsväxtart som beskrevs av Marcel Maurice Minod.
Stemodia tenuifolia ingår i släktet Stemodia och familjen grobladsväxter. Inga underarter finns listade i Catalogue of Life.